# Stephanie Longfellow
Stephanie Longfellow, née en mars 1882, et morte à une date inconnue, est une actrice américaine du cinéma muet.

## Éléments biographiques
Stephanie Longfellow est apparue dans 39 films entre 1909 et 1911. Longfellow représentait l'ingénue pour D.W. Griffith ; elle a joué dans seize de ses courts métrages. Elle a également joué dans des films de Mack Sennett et Frank Powell. En 1909, le Dubuque Telegraph-Herald l'a qualifiée d'étoile de «beauté et de charme singuliers». Elle était la petite-nièce du poète Henry Wadsworth Longfellow.

## Filmographie
- 1909 : Eradicating Aunty de D. W. Griffith
- 1909 : The Necklace
- 1909 : A Convict's Sacrifice (it)  de D. W. Griffith
- 1909 : A Strange Meeting
- 1909 : The Better Way (it)
- 1909 : Two Women and a Man
- 1909 : In Little Italy de D. W. Griffith
- 1910 : The Rocky Road
- 1910 : His Last Burglary
- 1910 : The Man
- 1910 : The Love of Lady Irma de Frank Powell
- 1910 : Thou Shalt Not
- 1910 : Love Among the Roses
- 1910 : The Impalement
- 1910 : A Flash of Light (en) de D. W. Griffith
- 1910 : As the Bells Rang Out!
- 1910 : Her Father's Pride
- 1910 : A Salutary Lesson
- 1910 : Wilful Peggy
- 1910 : A Summer Idyll
- 1910 : In Life's Cycle
- 1910 : The Banker's Daughters
- 1910 : The Message of the Violin
- 1910 : Love in Quarantine de Frank Powell
- 1910 : Effecting a Cure de Frank Powel et Mack Sennett
- 1910 : A Child's Stratagem
- 1910 : Turning the Tables de Frank Powell
- 1910 : The Lesson
- 1910 : The Recreation of an Heiress de Frank Powell
- 1910 : Winning Back His Love
- 1911 : Cured de Frank Powell
- 1911 : Fate's Turning
- 1911 :Three Sisters
- 1911 :Conscience
- 1911 :Priscilla's April Fool Joke de Frank Powell
- 1911 :The Chief's Daughter de D. W. Griffith
- 1911 :Madame Rex
- 1911 :The Crooked Road
- 1911 :Stubbs' New Servants de Mack Sennett